# Um El Faroud
L'Um El Faroud était un pétrolier de 10 000 tonnes. À la suite de l'explosion d'un réservoir lors de travaux d'entretien en 1995, il fut sabordé au large des côtes de Malte pour servir de récif artificiel. C'est aujourd'hui l'un des sites de plongée les plus populaires de l'île.

## Histoire
Le bateau fut construit en 1969 par Smiths Dock Company, à Middlesbrough, en Angleterre et affrété par la General National Maritime Transport Company, Tripoli (GNMTC). Il assura le transport d’hydrocarbures ente la Libye et l'Italie  jusqu'au 1er février 1995. Le 3 février 1995, il fut mis en cale sèche à La Valette. Pendant la nuit du  3 février il se produisit une explosion dans le réservoir central no 3, qui fit neuf victimes parmi les ouvriers du chantier naval.
Le navire subit une déformation structurelle importante et, après enquête, il fut considéré comme irréparable. Il resta à quai dans le port de La Valette pendant trois ans jusqu'à ce qu'on décide de le transformer en récif artificiel. Il fut remorqué en mer et coulé au large de Zurrieq sur la côte sud de Malte en 1998.

## La plongée
L'épave se trouve sur un fond de sable au sud-ouest de Zurrieq près de Qrendi. Le site est assez fréquenté lorsque les vents de nord/nord ouest, qui sont les plus courants à Malte rendent difficiles la plongée sur d'autres sites. En plus de l'intérêt lié à l'importance de la taille de l'épave, les plongeurs pourront apprécier la faune que l'on peut trouver sur la partie supérieure de la passerelle (calmars et barracuda notamment). Les cales ou la salle des machines sont d'un accès facile, mais en raison de la taille du bateau et de courants qui peuvent être assez puissants et soudains, ce genre de plongée devrait être réservée aux plongeurs confirmés. Si vous êtes amenés à plonger sans encadrement local, prenez le temps de vous renseigner auprès des palanquées qui remontent. Si le courant est trop fort, prenez le récif côté est ou ouest. Vous pourrez faire tout de même une belle plongée.
L'épave repose sur un fond de sable d'une profondeur de 31 à 35 mètres, le haut de la cheminée se situant à environ 20 mètres. La plongée s'effectue en général du bord, en partant d'une petite calanque, qui sert également de point de départ aux barques, qui transportent les touristes vers la Grotte Bleue. Le point d'accès est équipé d'échelles pour la remontée (à noter que celles-ci peuvent être retirées pendant l'hiver, et que dans ce cas, il faut utiliser la cale qui sert à l'embarquement des touristes).
L'accès à l'épave à partir du bord prend une dizaine de minutes en surface ou à faible profondeur et permet d'accéder à la partie arrière du bateau. Celui-ci est cassé en deux au niveau de la partie arrière des cale. Les parties les plus intéressantes sont l'hélice, le gouvernail et le safran, qui sont intacts ainsi que l'ensemble de la passerelle, la salle des machines et la partie des cales qui est accessibles au niveau de la cassure.

## Galerie

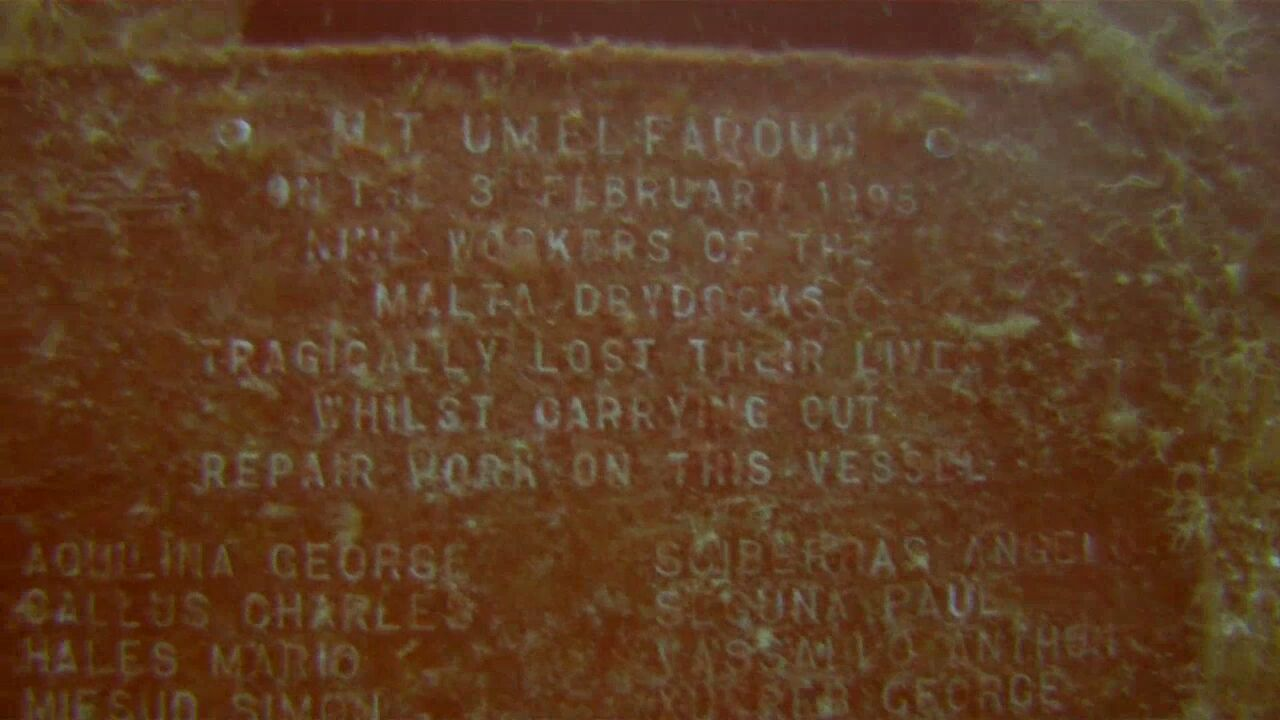
La plaque commémorative
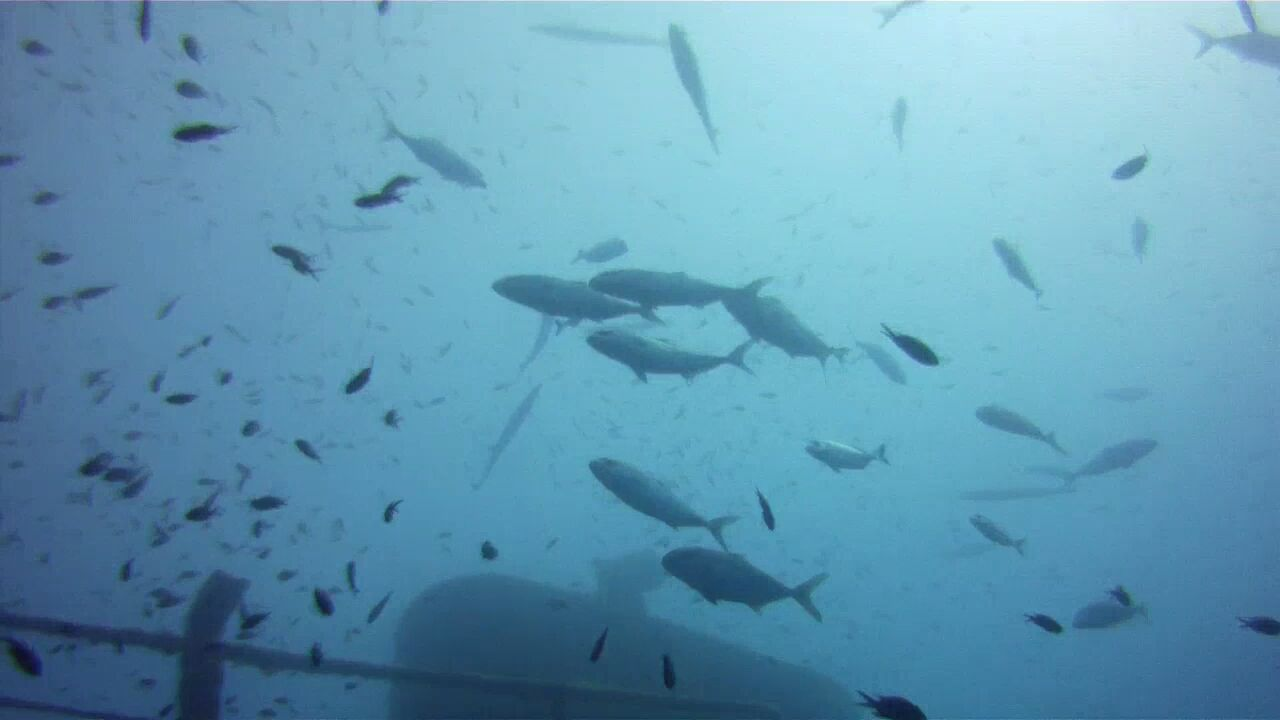
Le haut de l'épave
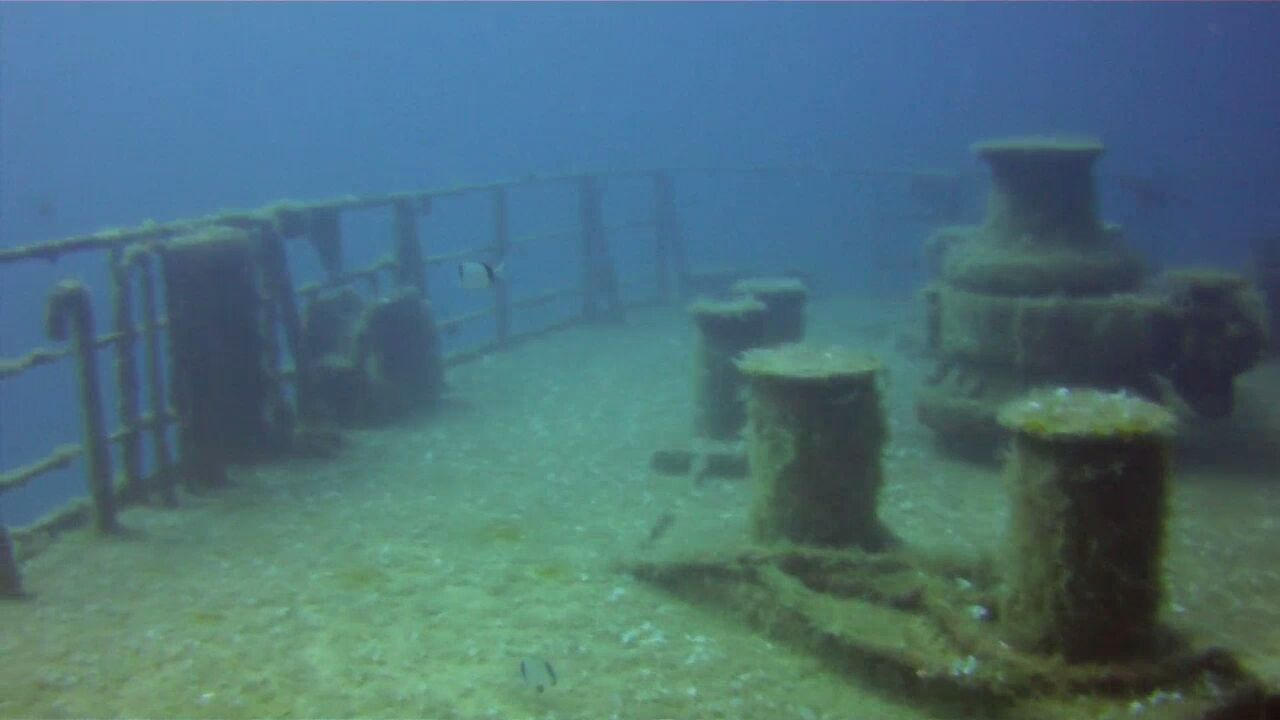
Le pont arrière
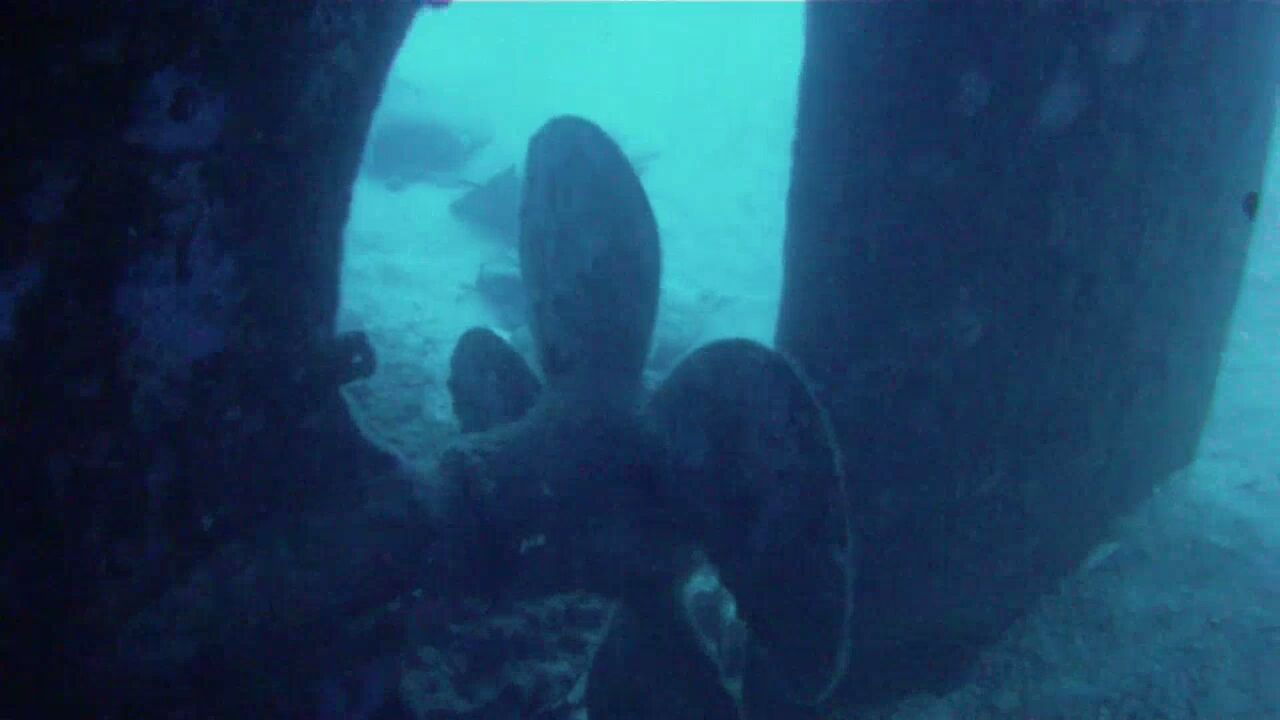
L'hélice et le gouvernail
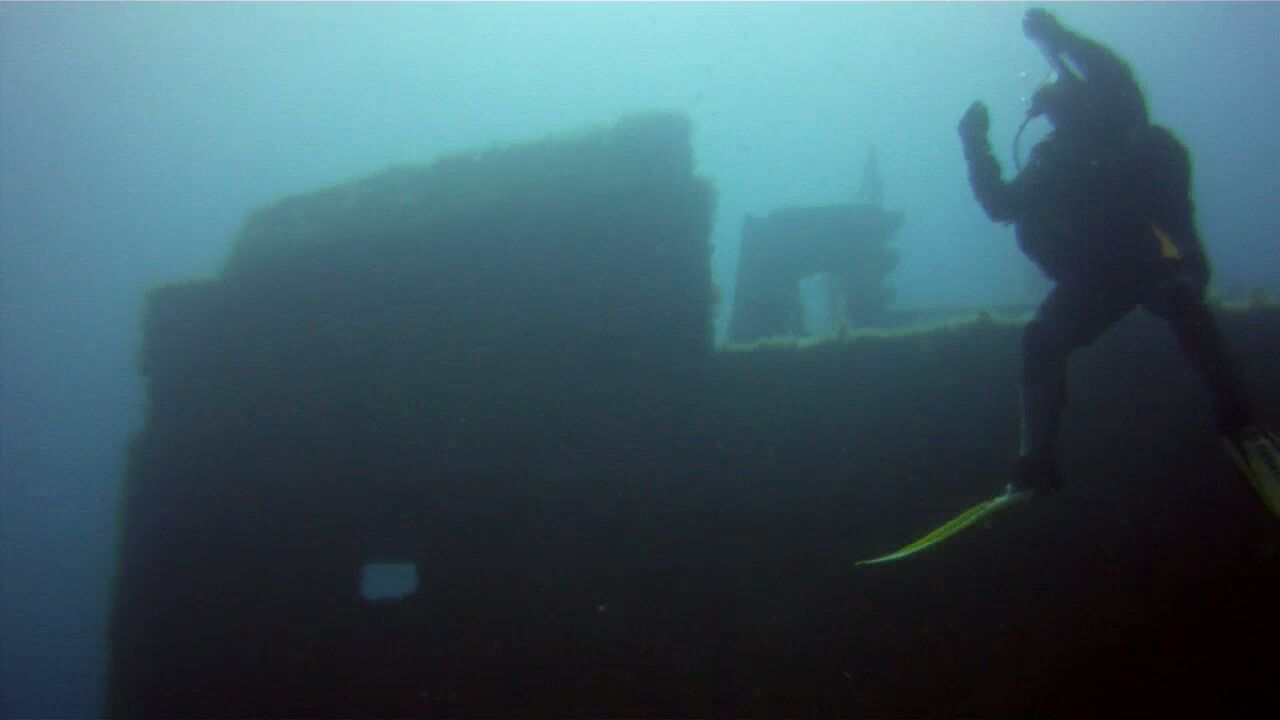
L'avant de la passerelle
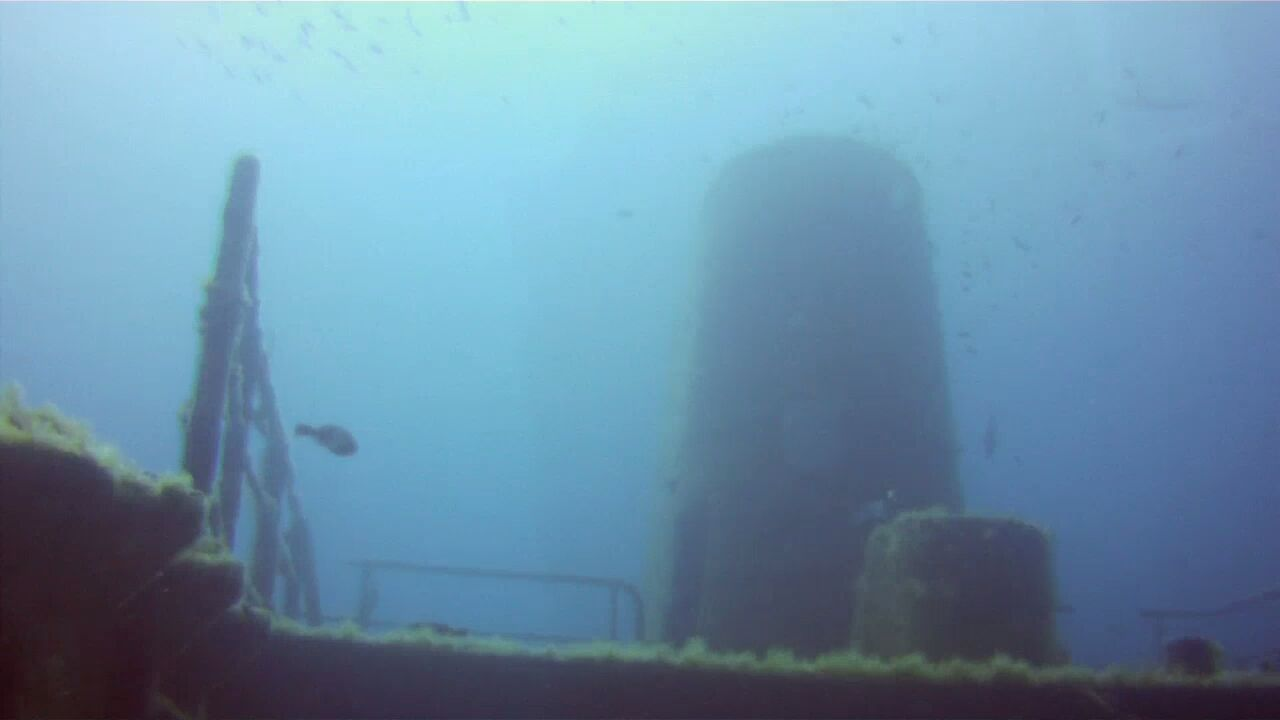
La cheminée
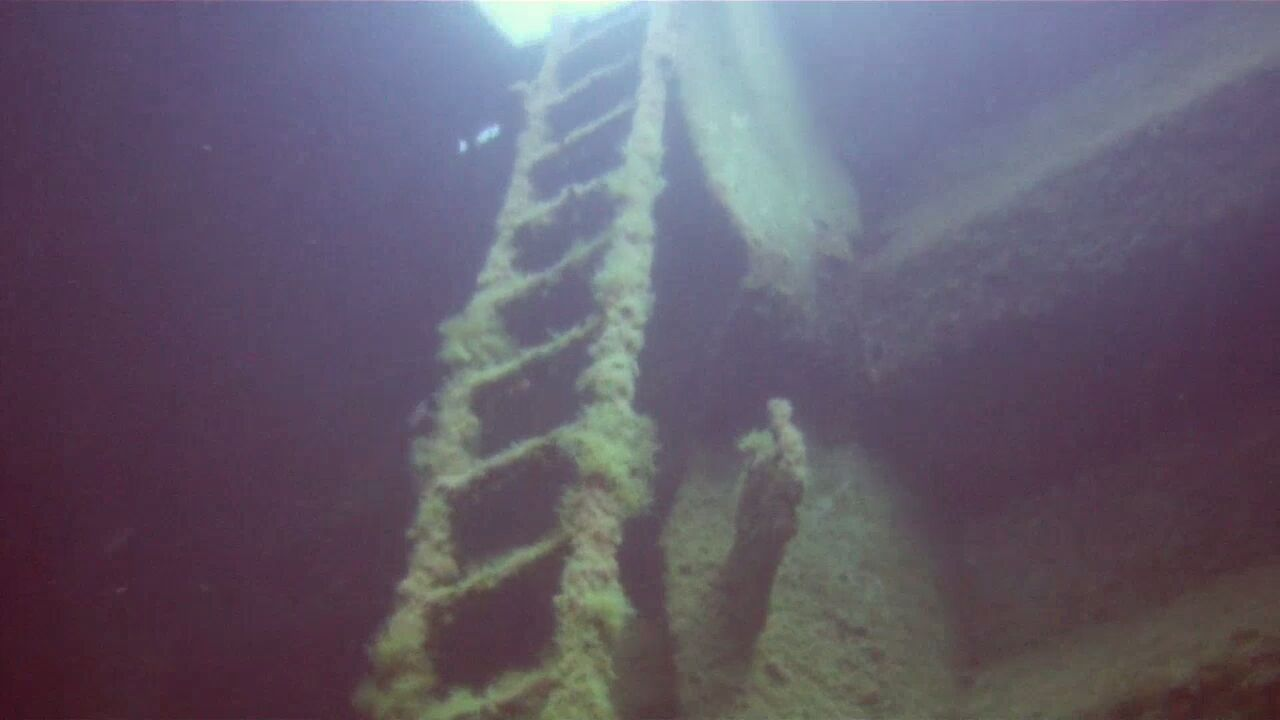
L'échelle vers la cale
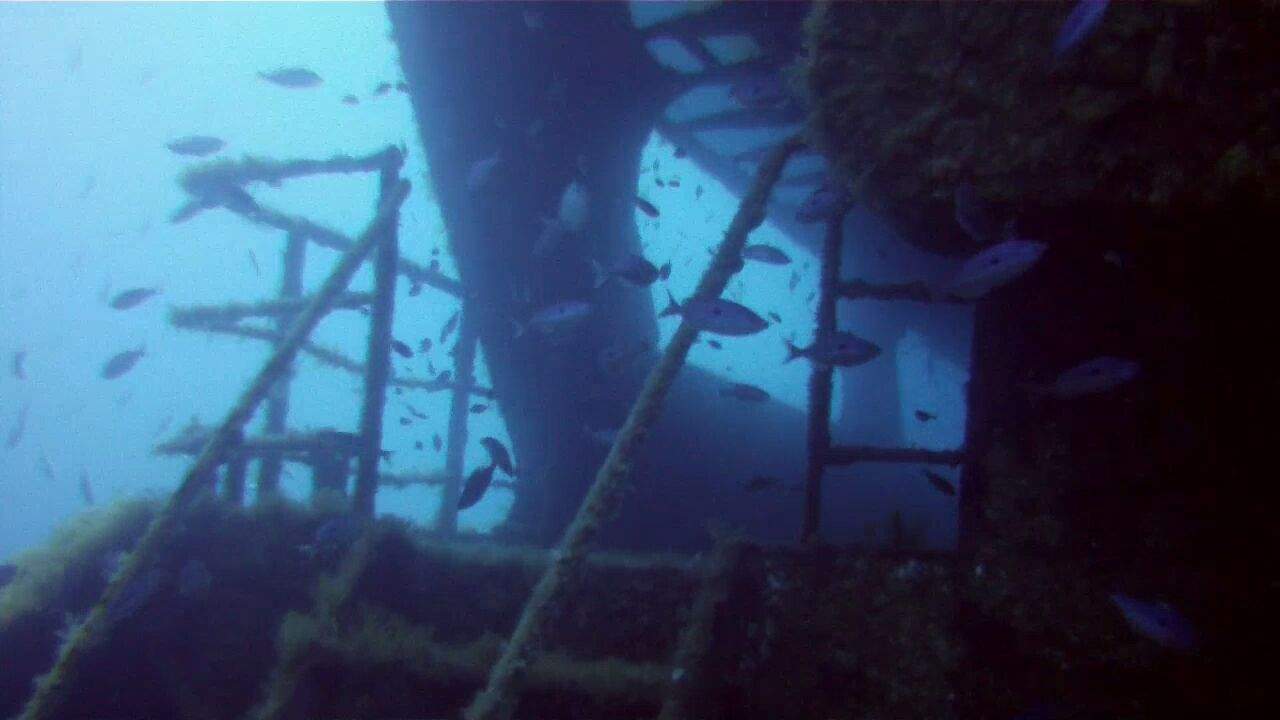
La passerelle

## Vidéothèque
- « Plongée sur l'Um El Faroud » (juin 2014)
- « Plongée sur l'Um El Faroud » (mai 2014)
- « Plongée sur l'Um El Faroud » (mai 2014)
- « Plongée sur l'Um El Faroud » (juin 2013)